# Facultatea de Chimie a Universității din București
Facultatea de Chimie este una dintre facultăți Universității din București. Încă din anul 1906, în cadrul Universității București s-a studiat chimia, înființându-se Institutul de Chimie, cu următoarele specializări: Chimie Industrială, Chimie Alimentară și Chimie Agricolă. Reorganizarea institului în facultate are loc în anul 1948.